# École nationale de statistique, de planification et de démographie du Bénin
 (octobre 2017).
Si vous disposez d'ouvrages ou d'articles de référence ou si vous connaissez des sites web de qualité traitant du thème abordé ici, merci de compléter l'article en donnant les références utiles à sa vérifiabilité et en les liant à la section « Notes et références ».
L’École Nationale de Statistique, de Planification et de Démographie (ENSPD) est un établissement public d’enseignement, de formation professionnelle et de recherche de l’université de Parakou au Bénin. Créée en 2012, elle est dirigée par le professeur Mouftaou Amadou Sanni.

## Missions
L’école en tant qu’établissement public d’enseignement a pour mission principale de former et de renforcer les capacités, à tous les niveaux du système de l’enseignement supérieur (licence, master, doctorat et autres programmes spéciaux), des  futurs diplômés, susceptibles de relever les défis du pays et de l’Afrique en matière de réalisation des enquêtes ou études sociodémographiques et économiques, d’analyse et de traitement des données, puis, de planification du développement socioéconomique.

## Historique
En plus d’être un établissement de formation professionnelle et de recherche de l’université de Parakou, l’ENSPD est également une école d’appui au développement. La création de l’école remonte en juin 2012 avec la mise en œuvre de la politique de la décentralisation universitaire du régime en place. En ces temps-là, au Bénin, tous les plans de développement conçus et mis en application dans les communes n’ont pas porté les fruits escomptés. La raison en est qu’ils ont été élaborés sans la participation des populations concernées et, surtout, en l’absence de ressources humaines compétentes et d’informations ou de données statistiques susceptibles de mieux arrimer les choix stratégiques aux problèmes réels de développement à régler. Il devient ainsi indispensable et urgent de disposer de ressources humaines compétentes et de données statistiques pertinentes et fiables en réponse aux exigences de l’environnement socioéconomique et de développement local adéquat. C’est à effet que sous le parrainage de l’ancien ministre d’État, professeur  François Adébayo Abiola, le gouvernement du Bénin créé par l'arrêté ministériel du 07 juin 2012, l’École nationale de la statistique, de la planification et de la démographie à l’université de Parakou, notamment sur le site du centre universitaire de Tchaourou.
En novembre 2016, l’École nationale de statistique, de planification et de démographie (ENSPD) est délocalisée de son site sis à Tchaourou vers le campus de l'université de Parakou, à la suite de l’actualisation de la carte universitaire du Bénin effectuée en 2016.

## La recherche à l’ENSPD
Deux laboratoires de recherche ont été conçus et formellement créés par des arrêtés rectoraux : LaReSPD et ODeSPoL.
- Le Laboratoire de recherche en science de la population et du développement (LaReSPD) par arrêté rectoral N°2335-2014/R-UP/VR-AARU du 09 décembre 2014. Les formations doctorales sont adossées à ce laboratoire[2].
- L’Observatoire démographique et statistique des populations locales (ODeSPoL) par arrêté rectoral N°2015-1889/R-UP/VR-AARU/SG/SA du 12 août 2015. Il est la structure de l’ENSPD destinée à la mise en œuvre des opérations de collecte et de confection des bases de données. Ces données sont associées aux projets/programmes de recherches opérationnelles, fondamentales et doctorales du LaReSPD[3].

## Formation
Les formations proposées sont celles de licence, master et de doctorat :
- le programme de Licence de l’ENSPD est un programme de spécialisation en trois ans, soit six semestres avec deux filières à savoir : statistiques appliquées et planification et suivi-évaluation ;
- le programme de master à l’ENSPD s’exécute en deux ans avec deux options à savoir : statistique appliquée  et démographie ;
- la formation de doctorat vise à contribuer à la production des ressources humaines capables d’exercer un leadership intellectuel tant en matière de recherche scientifique, que d’innovation technologique et de formation universitaire.

## Les associations étudiantes
Il existe deux principales associations étudiantes à l'ENSPD :
- CRISTAL[n 2], Le Collectif de recherche et d’innovation en statistique, de travail et d’application sur les logiciels, est l’une des associations des étudiants de l’ENSPD et ayant pour mission de promouvoir l’auto-formation, l’innovation et la recherche en statistique au sein de ses membres. Il est composé de cinq sections à savoir : la section science fondamentale (SSF), la section informatique (SI), la section étude et travaux statistiques (ETS), la section art et développement personnel (SADP) et la section club d’anglais (SCA) ;
- Le  Club science ouverte[n 3], dénommé « Club science ouverte Parakou », est créé par un groupe d’étudiants de l’école qui se sont inspirés du projet « Science ouverte en Haïti et en Afrique » (SOHA), qui lui-même est devenu APSOHA[5], l'Association pour la promotion de la science ouverte en Haïti et en Afrique francophone ; une science au service du développement local. Fonctionnant sous la supervision du docteur Judicaël Alladatin, le club a pour objectif principal de renforcer les capacités des étudiants dans l’utilisation du numérique.